# Демхасай, Шкельким
Шкельким Демхасай (алб. Shkelqim Demhasaj; род. 19 апреля 1996, Шаффхаузен, Швейцария) — косовский футболист, нападающий швейцарского клуба «Ксамакс» и национальной сборной Косово. Ранее, будучи уроженцем Швейцарии, выступал за молодёжные сборные Швейцарии.

## Клубная карьера
22 июня 2017 года Демхасай стал футболистом клуба швейцарской Суперлиги «Люцерн», подписав с ним трёхлетний контракт. 20 июля 2017 года он дебютировал за «Люцерн» во втором квалификационном раунде Лиги Европы УЕФА 2017/2018, в матче против хорватского «Осиека», выйдя на замену на 77-й минуте вместо Седрика Иттена.
2 июля 2020 года Демхасай перешёл в «Грассхоппер», выступавший тогда в Челлендж-лиге, заключив с ним трёхлетний контракт. В сезоне 2020/2021 он забил за свою команду 10 голов и тем самым помог ей добиться возвращения в Суперлигу.
Однако в новом сезоне Демхасай очень редко выходил на поле. В итоге 11 февраля 2022 года он был отдан в аренду в «Винтертур» В своей первой игре за «Винтертур» он забил гол спустя четыре минуты после своего выхода на замену на 61-й минуте, в матче против «Виля», завершившемся победой «Винтертура» со счётом 4:0. Получив очередную травму, Демхасай выбыл из строя в период с марта по май, вернувшись только на последние две игры сезона. Он забил второй гол за «Винтертур» в заключительной игре сезона, реализовав пенальти в победном (5:0) матче против «Кринса». Эта победа обеспечила «Винтертуру» выход в Суперлигу. Это было второе повышение Демхасаджа за два года.
На следующий сезон Демхасай вернулся в «Грассхоппер», но как и раньше не получал достаточного игрового времени, начав сезон в качестве игрока резерва. Из-за кадровых проблем в нападении «Грассхоппера» из-за травм 18 марта 2023 года Демхасай вышел на поле в стартовом составе в выездном матче против «Сьона», но не смог проявить себя за менее чем 70 минут игры. 25 апреля 2023 года он снова получил место в стартовом составе, на матч с «Янг Бойз» и на этот раз показал достойную MVP игру, забив один гол и отдав одну результативную передачу в матче, завершившемся победой его команды со счетом 4:1. В результате он был номинирован на звание лучшего игрока матча по версии Bluewin. В последних играх сезона Демхасай забил ещё два гола. Его первый гол на 3-й минуте матча против «Санкт-Галлена», завершившегося со счетом 2:2, был признан болельщиками «Грассхоппера» «голом сезона».
Несмотря на улучшение результатов к концу сезона, заканчивавшийся контракт Демхасая не был продлён по окончании сезона, и об его уходе из клуба было объявлено 18 июня 2023 года. В том же месяце клуб швейцарской Челлендж-лиги «Арау» представил его как своего нового нападающего на следующие два сезона. В «Арау» он присоединился к своим товарищам по игре за «Грассхоппер» в 2021 году: Николе Джёрджеву, Александру Цветковичу и Нуну да Силве.
27 июня 2024 года Демхасай перешёл в команду «Ксамакс», соперника «Арау» по Челлендж-лиге за нераскрытую сумму.

## Карьера в сборной
12 ноября 2018 года Демхасай получил срочный вызов в сборную Косово на матчи Лиги наций УЕФА 2018/2019 против Мальты и Азербайджана, чтобы заменить травмированного Берсанта Целину. 17 ноября 2018 года он дебютировал за сборную Косово в матче против Мальты, выйдя на замену на 84-й минуте вместо Ведата Мурики.

## Личная жизнь
Демхасай родился в Шаффхаузене (Швейцария) в семье косовских албанцев из Дони-Црнобрега, селения в окрестностях Дечани. У него есть косовский и швейцарский паспорта.